# Iglesia de San Juan el Viejo
La iglesia de San Juan el Viejo o de San Pedro y San Juan fue un edificio de la ciudad española de Zaragoza, ya desaparecido.

## Descripción
El edificio estaba situado en la ciudad aragonesa de Zaragoza. Aparece descrito en la Guía de Zaragoza (1860) de Vicente Andrés con las siguientes palabras:

San Pedro y San Juan, ahora San Juan el Viejo. (Parroquia sin pila bautismal). Esta iglesia, que es de una nave, está situada en la calle de san Juan el Viejo, esquina á la de la Escuela de Cristo. Fué fundada en tiempo de san Valero obispo, y sirvió antiguamente de parroquia, pero en 1809 fué unida á la de san Pedro. Posteriormente estuvo abierta para el culto y la ocuparon los religiosos trinitarios descalzos, hasta 1832, en que se trasladaron á su convento, extramuros de la ciudad. Recientemente se derribó la que era parroquia, con otros edificios, para el ensanche de las calles de Cuchillería y san Pedro, y fué trasladado el culto á la de san Juan, que ahora sirve de parroquia.
(Andrés, 1860, pp. 387-388)